# Sarroch
Sarroch, ou Sarroccu en sarde, est une commune italienne de la ville métropolitaine de Cagliari, dans la région Sardaigne.

## Géographie

### Hameaux
Les frazioni de  Sarroch sont Perd'e Sali et Porto Columbu.

### Communes limitrophes
Assemini, Capoterra, Pula, Villa San Pietro

## Administration
| Période                                  | Période | Identité | Étiquette | Qualité |
| ---------------------------------------- | ------- | -------- | --------- | ------- |
|                                          |         |          |           |         |
| Les données manquantes sont à compléter. |         |          |           |         |

## Culture et patrimoine

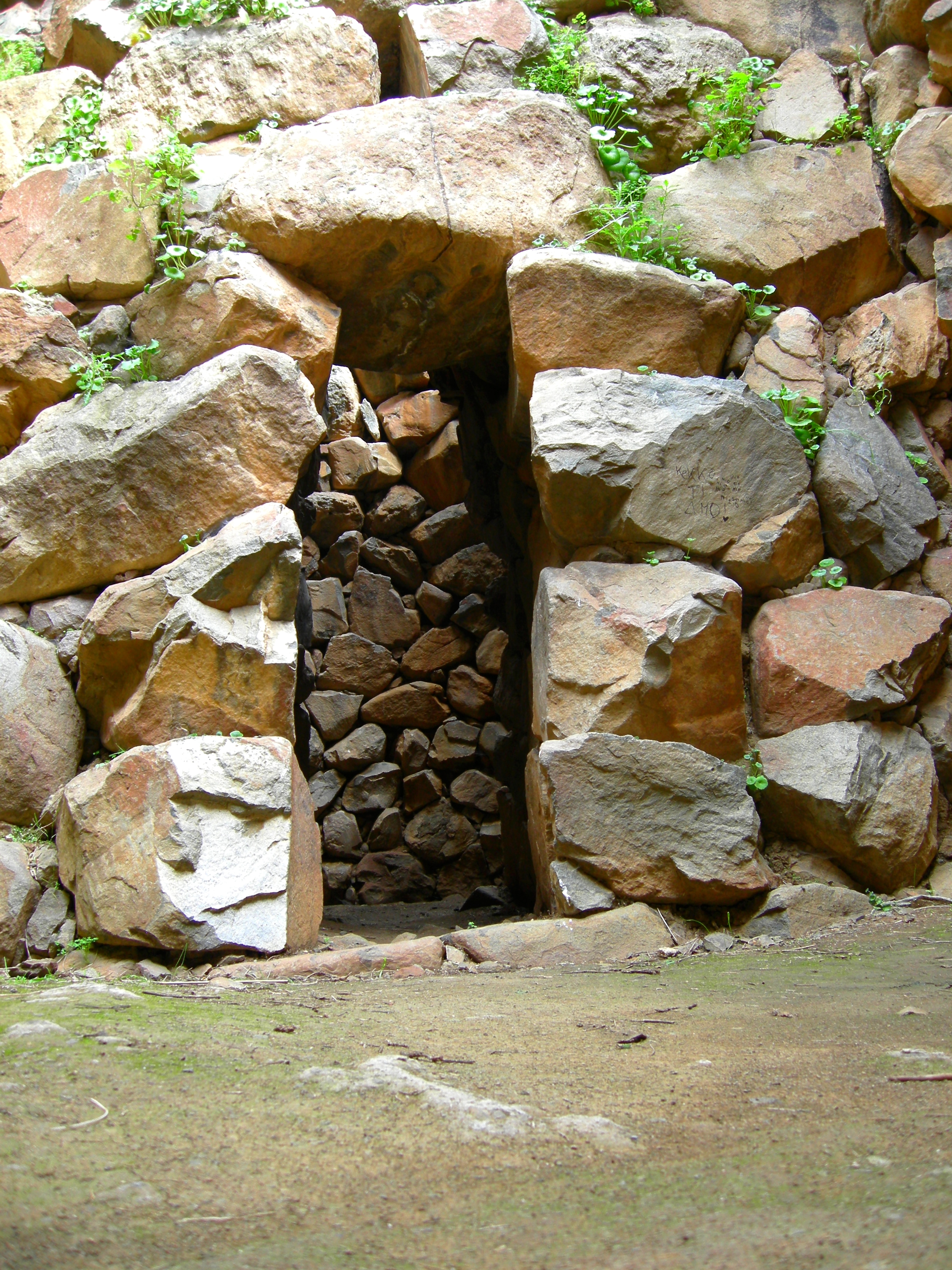
Entré du nuraghe.

- Le nuraghe de Sa Domu 'e s'Orcu.